# Franklin County, Virginia
Franklin County är ett administrativt område i delstaten Virginia, USA, med 30 042 invånare (2010). Den administrativa huvudorten (county seat) är Rocky Mount. 
Booker T. Washington nationalmonument ligger i countyt. Under 1900-talet, under Förbudstiden, utnämnde lokalbefolkningen Franklin County till "världens huvudstad för moonshine", eftersom produktion av "moonshine" och "bootlegging" (olaglig tillverkning, distribution och försäljning av alkohol) var det som drev ekonomin i countyt under denna perioden.

## Geografi
Enligt United States Census Bureau så har countyt en total area på 1 873 km². 1 823 km² av den arean är land och 50 km² är vatten.    

### Angränsande countyn
- Bedford County - nordost
- Pittsylvania County - sydost
- Henry County - syd
- Patrick County - sydväst
- Floyd County - väst
- Roanoke County - nordväst